# Indian Premier League
De Indian Premier League (IPL) is een Indiase professionele Twenty20 cricketcompetitie, ingericht door de Board of Control for Cricket in India (BCCI). De competitie wordt sinds 2008 jaarlijks ingericht en gaat door in de maanden april en mei. Acht cricketteams bekampen elkaar voor de winst.

## Teams

### Prestaties van teams
| Seizoen & Aantal teams | Seizoen & Aantal teams      | 2008 (8)              | 2009 (8)              | 2010 (8)              | 2011 (10)             | 2012 (9)              | 2013 (9)              | 2014 (8)                                               | 2015 (8)              | 2016 (8)       | 2017 (8)       | 2018 (8)       | 2019 (8)       |
| Team \ Host            | Team \ Host                 | Vlag van India        | Vlag van Zuid-Afrika  | Vlag van India        | Vlag van India        | Vlag van India        | Vlag van India        | Vlag van Verenigde Arabische Emiraten · Vlag van India | Vlag van India        | Vlag van India | Vlag van India | Vlag van India | Vlag van India |
| ---------------------- | --------------------------- | --------------------- | --------------------- | --------------------- | --------------------- | --------------------- | --------------------- | ------------------------------------------------------ | --------------------- | -------------- | -------------- | -------------- | -------------- |
|                        | Rajasthan Royals            | 1e                    | 6e                    | 7e                    | 6e                    | 7e                    | 3e                    | 5e                                                     | 4e                    | Geschorst      | Geschorst      | 4e             | 7e             |
|                        | Chennai Super Kings         | 2e                    | SF                    | 1e                    | 1e                    | 2e                    | 2e                    | 3e                                                     | 2e                    | Geschorst      | Geschorst      | 1e             | 2e             |
|                        | Kolkata Knight Riders       | 6e                    | 8e                    | 6e                    | 4e                    | 1e                    | 7e                    | 1e                                                     | 5e                    | 4e             | 3e             | 3e             | 5e             |
|                        | Mumbai Indians              | 5e                    | 7e                    | 2e                    | 3e                    | 4e                    | 1e                    | 4e                                                     | 1e                    | 5e             | 1e             | 5e             | 1e             |
|                        | Delhi Capitals              | SF                    | SF                    | 5e                    | 10e                   | 3e                    | 9e                    | 8e                                                     | 7e                    | 6e             | 6e             | 8e             | 3e             |
|                        | Kings XI Punjab             | SF                    | 5e                    | 8e                    | 5e                    | 6e                    | 6e                    | 2e                                                     | 8e                    | 8e             | 5e             | 7e             | 6e             |
|                        | Royal Challengers Bangalore | 7e                    | 2e                    | 3e                    | 2e                    | 5e                    | 5e                    | 7e                                                     | 3e                    | 2e             | 8e             | 6e             | 8e             |
|                        | Sunrisers Hyderabad         | Team bestond nog niet | Team bestond nog niet | Team bestond nog niet | Team bestond nog niet | Team bestond nog niet | 4e                    | 6e                                                     | 6e                    | 1e             | 4e             | 2e             | 4e             |
|                        | Deccan Chargers†            | 8e                    | 1e                    | 4e                    | 7e                    | 8e                    | Team gestopt          | Team gestopt                                           | Team gestopt          | Team gestopt   | Team gestopt   | Team gestopt   | Team gestopt   |
|                        | Pune Warriors India†        | Team bestond nog niet | Team bestond nog niet | Team bestond nog niet | 9e                    | 9e                    | 8e                    | Team gestopt                                           | Team gestopt          | Team gestopt   | Team gestopt   | Team gestopt   | Team gestopt   |
|                        | Kochi Tuskers Kerala†       | Team bestond nog niet | Team bestond nog niet | Team bestond nog niet | 8e                    | Team gestopt          | Team gestopt          | Team gestopt                                           | Team gestopt          | Team gestopt   | Team gestopt   | Team gestopt   | Team gestopt   |
|                        | Rising Pune Supergiant†     | Team bestond nog niet | Team bestond nog niet | Team bestond nog niet | Team bestond nog niet | Team bestond nog niet | Team bestond nog niet | Team bestond nog niet                                  | Team bestond nog niet | 7e             | 2e             | Team gestopt   | Team gestopt   |
|                        | Gujarat Lions†              | Team bestond nog niet | Team bestond nog niet | Team bestond nog niet | Team bestond nog niet | Team bestond nog niet | Team bestond nog niet | Team bestond nog niet                                  | Team bestond nog niet | 3e             | 7e             | Team gestopt   | Team gestopt   |

†Team niet meer in competitie.
SF Team verloor halve finale.

### Totaal Kampioenentitels gewonnen
| Team                        | Winnaars | Runners-Up | Winnende seizoenen  | Runners-Up seizoenen     |
| --------------------------- | -------- | ---------- | ------------------- | ------------------------ |
| Mumbai Indians              | 4        | 1          | 2013,2015,2017,2019 | 2010                     |
| Chennai Super Kings         | 3        | 5          | 2010,2011,2018      | 2008,2012,2013,2015,2019 |
| Kolkata Knight Riders       | 2        | 0          | 2012,2014           | —                        |
| Sunrisers Hyderabad         | 1        | 1          | 2016                | 2018                     |
| Rajasthan Royals            | 1        | 0          | 2008                | —                        |
| Deccan Chargers             | 1        | 0          | 2009                | —                        |
| Royal Challengers Bangalore | 0        | 3          | —                   | 2009,2011,2016           |
| Kings XI Punjab             | 0        | 1          | —                   | 2014                     |
| Rising Pune Supergiant      | 0        | 1          | —                   | 2017                     |

- Vet Teams zijn nog steeds in competitie